# E·珍·卡罗尔
伊莉莎白·珍·卡罗尔（英語：Elizabeth Jean Carroll，1943年12月12日—）是一名美国记者、作家和建言专栏作者。她的专栏“Ask E. Jean”曾在《Elle》杂志上连载长达26年之久，是美国出版史上最持久的建言专栏之一。 

## 控特朗普性侵和诽谤案
2019年，她在《我們還需要男人嗎？：一個溫和的提議》一书中指控哥伦比亚广播公司总裁萊斯·穆维斯（Les Moonves）和唐納·川普在1990年代中期對她施行性侵犯。二人均否认指控，并反指卡罗尔诽谤。 卡罗尔随后在纽约最高法院起诉特朗普，陪审团2023年5月9日裁定特朗普对她的诽谤和性虐待负有责任，判决特朗普赔偿她500万美元。
特朗普為此在社交媒體上继续攻击卡洛爾造謠、撒谎，对此卡罗尔再次将特朗普告上法庭。2024年1月26日，美国纽约曼哈顿陪审团裁定特朗普必须向卡罗尔支付8,330万美元，以赔偿她的名誉损失。